# 桑霍哈萊特冰川
桑霍哈萊特冰川（英語：Sandhøhallet Glacier）是南極洲的冰川，位於毛德皇后地的阿斯特里德公主海岸，屬於康拉德山脈的一部分，流經桑德赫高地南坡，由挪威製圖師根據該國探險隊的測量和拍攝的空中照片繪入地圖，現時由南極條約體系管理。